# マリンスノーの伝説
『マリンスノーの伝説』（マリンスノーのでんせつ）は、松本零士原作、藤川桂介脚本によるテレビスペシャル用長編アニメーション。ジャンルは「海洋冒険ロマン」。
正式タイトルは『夏休み子どもスペシャル 松本零士・長編オリジナルアニメ マリンスノーの伝説』（なつやすみこどもスペシャル まつもとれいじちょうへんオリジナルアニメ - ）。
宇宙と同じように人類の未知の領域である海を題材に、『銀河鉄道999』の松本零士を原作・監督・総設定に迎え、テレビ朝日の「ゴールデンタイム・スペシャルアワー」第1弾として企画、製作された。1980年8月12日放映。2時間枠（本編94分）作品。後にビクターからビデオソフト（VHS、β）とVHDディスクが発売された。
放送時間は火曜19:00 - 20:51（JST）。『夏休み人気アニメ大行進』（19:00 - 20:00）と『笑アップ歌謡大作戦』（20:00 - 20:54）は休止。また20:51 - 20:54には『ミニミニ招待席』を放送した。

## あらすじ
地球では人口増加対策として海洋都市計画が実施されていた。沖博士やナミと共に海洋都市建設に携わっていた海野広は、ある日、埋立工事現場の爆発事故に巻き込まれる。事故の直後、ナミは「雪の降る故郷に帰る」と広に告げて姿を消す。ナミの故郷は指宿なのに「雪の降る故郷」とは？ ナミに埋立地爆破容疑がかけられていると知った広は指宿へと向かう。
その頃、海洋科学局には「海の民の女王イザナミ」から宣戦布告が届いていた。海の民と陸の民の、生存を懸けた戦いが始まったのである。

## 登場人物

### 地上人（陸の民）
海野 広（うみの ひろし）
声 - 古谷徹
海洋科学局の海洋都市建設計画に参加している青年。都市の模型を作った。ナミに恋心を抱いている。
島岡 ナミ（しまおか なみ）
声 - 麻上洋子
海洋都市計画の設計士。工事現場爆破事件の直後に姿を消す。
実は海の民の女王イザナミの娘で、陸の民の海洋進出を阻止するための工作員として赤ちゃんの頃に地上に送り込まれ、子供のない老夫婦の島岡夫妻に育てられた。
沖博士（おき、名は不明）
声 - 永井一郎
海洋都市計画の責任者で所長を務める。海洋学の専門家。広の理解者。
Dr.ゼルバート
声 - 伊武雅之
海洋都市計画のスポンサーである企業家であり、同時に海洋都市計画を推し進める野心家。海洋学者でもあり、「海の民」の存在を知る唯一の陸の民。
山盛 正（やまもり ただし）
声 - 古川登志夫
生物学者になるため浪人中。広と同じアパートの隣部屋に住んでいる。海に対する理解を持ち、冒頭では海洋都市計画を推進する広の考え方には否定的であった。
島岡謙造、島岡ハル
声 - 槐柳二、中西妙子
鹿児島県指宿の海辺に住むナミの育ての親。ナミを海の浜辺で拾ったことから「ナミ」と名付けるが、ナミの本名は元々「ナミ」であった。
なお、『火聖旅団ダナサイト999.9』などの松本の別作にも島岡教授をはじめとする同姓の人物が登場するが、縁戚関係の有無は不明。

### 両棲人（海の民）
イザナミ
声 - 藤田淑子
海の民の女王。母なる海を侵略する陸の民に対して戦いを挑む。
ただし、自分たちでは子供を育てず、赤ちゃんの頃に地上に送り自分たちが蔑んでいる地上の人間に育てさせる、一族で伴侶を定めている。
ゼイナ
声 - 田中秀幸
海の民の戦士長。ナミの許嫁。

## スタッフ
- 制作：井上克洋
- 原作・監督・総設定：松本零士
- プロデューサー：高橋正樹（テレビ朝日）/中村俊也（NOW企画）/広岡修（オカスタジオ）
- 脚本：藤川桂介
- 演出：池野文雄
- 作画監督：山下征二
- 原画：佐藤徹、大西克美、中村範子、桜井美知代、川筋豊、木下ゆうき、富沢和雄、亀垣一、高橋邦仁、寺司重幸
- 美術：半藤克美/河野次郎
- メカ設定：板橋克己
- 音響監督：明田川進
- 音楽：小笠原寛
- 企画制作：株式会社NOW企画
- 制作協力：オカスタジオ

## 主題歌
「海に還る」「ふたりの郷（ふるさと）」
作詞 - 白鳥英美子 / 作曲 - 白鳥澄夫 / 編曲 - 小笠原寛 / 歌 - 鴉鷺　
「鴉鷺」は白鳥英美子と白鳥澄夫のユニットで“あろ”と読む。放映当時、主題歌EPレコード、サントラLPレコードが発売されたほか、92年にはビクター音楽産業のインビテーションレーベルより鴉鷺のアルバムとしてサントラがCD化された。
主題歌は2013年現在、白鳥英美子のベストアルバムCDにボーナストラックとして収録されている。